# 3×3 EYES
3×3 EYES(일본어: サザンアイズ, 사잔아이즈)는 다카다 유조의 만화로 그의 대표작 중 하나이다. 제1부는 고단샤의《영 매거진 증간해적판》 1987년 12월 14일호 ~ 1989년 4월 10일호, 제2부 ~ 4부는 《주간 영 매거진》 1989년 제9호 ~ 2002년 제39호에 연재되었다. 오리지널 비디오 애니메이션로 제작되었고, 게임과 소설, 드라마 CD 등으로도 제작되었다. 1993년 제17회 고단샤 만화상 소년부분 수상작이다. 단행본으로는 전40권이며, 신장판 4권이 있다. 이중 신장판은 제1부에서 3부까지만 다루고 있다.
〈삼지안 운가라〉로 불리는 3개의 눈을 가진 요괴가 중심으로 이야기가 진행된다. 제목의 유래는〈3인의 삼지안 운가라〉라는 의미와〈사잔 오루 스타즈〉로부터 명명했다고는 하지만, 곱셈식의 구구단에서도 영향을 받은 것으로 보인다.
삼지안 운가라인 파이는 주인공 후지이 야쿠모의 협력을 얻어 인간이 되려고 하지만, 파이가 가진 강력한 힘때문에 원치 않는 싸움에 말려간다. 등장하는 요괴의 이름과 설정은 중국 신화 및 도교와 인도 신화의 영향을 받았으며, 제3부까지의 무대는 일본과 아시아가 대부분이다.